# Meiose (stijlfiguur)
Een meiose ook minimalisering is een stijlfiguur waarbij op eufemistische wijze opzettelijk een onderschatting van iets wordt gemaakt alsof dat minder in betekenis of omvang is dan dat werkelijk is.
De meiose is het tegenovergestelde van de auxesis en wordt vaak vergeleken met de litotes.
Voorbeelden:
- De oorlogssituatie heeft zich niet noodzakelijk in het voordeel van Japan ontwikkeld.[2]
- The Troubles, voor de jaren van geweld in Noord-Ierland.
- Het Kattegat, verwijzend naar een smalle ruimte tussen twee huizen, voor de zee tussen Denemarken en Zweden.
- Het is niets ernstigs (over een hersentumor).[3]